# Сова Сергій Олександрович
Сергі́й Олекса́ндрович Сова́ (13 червня 1986, м. Нікополь, Дніпропетровська область — 19 квітня 2022, м. Ізюм, Харківська область) — український спортсмен, старший солдат Збройних Сил України, учасник російсько-української війни, який загинув під час російського вторгнення в Україну. Герой України (2022, посмертно)
Кандидат у майстри спорту (бокс), чемпіон України серед юніорів.

## Життєпис
Народився 13 червня 1986 року у місті Нікополі на Дніпропетровщині.
З дитинства захоплювався спортом. Був професійним кінологом.

### Російсько-українська війна
У 2014 році у складі 93 ОМБр брав участь у боях за смт Піски Донецької області, доставляв боєприпаси в Донецький аеропорт. Через рік був демобілізований, але згодом знов уклав контракт зі згаданою бригадою та воював на посаді старшого стрільця. Мав військове звання «старший солдат».
За зразкову службу був відзначений численними нагородами.
Напередодні повномасштабного вторгнення Сергія відправили на навчання до Навчального центру «Десна», де він мав здобути кваліфікацію бойового медика. Втім, 24 лютого 2022 року його з побратимами відправили боронити рубежі Харківської області. У квітні 2022 року перебував на ізюмському напрямку.
Загинув 19 квітня 2022 року в бою з російськими окупантами, ймовірно, коли разом із іншими бійцями потрапив в оточення на позиціях біля м. Ізюму, що на Харківщині.
Після деокупації м. Ізюму Харківської області розпочалася ексгумація тіл українських мучеників, під час якої була виявлена рука із синьо-жовтим браслетом. Згодом за експертизою ДНК встановили, що вона належить старшому солдату Сергію Сові. Вражаючий знімок останків руки облетів весь світ.
Тіло чоловіка упізнала дружина Оксана за численними татуюваннями і жовто-синіми браслетами, які йому подарували діти.
Похований 23 вересня 2022 року у родинному місті.
Залишилися дружина, 14-річний син та 9-річна донька.

## Нагороди
- звання Герой України з удостоєнням ордена «Золота Зірка» (24 вересня 2022, посмертно) — за особисту мужність і героїзм, виявлені у захисті державного суверенітету та територіальної цілісності України, вірність військовій присязі[5].

## Вшанування пам'яті
У квітні 2023 вулицю Псковську у Нікополі перейменували на честь Сергія Сови.